# Лев Гайдуківський
Лев Гайдуківський (14 лютого 1924, Колбаєвичі — 23 лютого 2012, Рим, Італія) — український педагог, теолог, духівник, перекладач з італійської та французької мови, салезіянин.

## Життєпис
- Народився у с. Колбаєвичі, Рудківський повіт, Львівське воєводство, нині Самбірський район.
- У 1938 році Лев Гайдуківський їде до Італії, щоб приєднатися до отців салезіян.
- З 1938 року до 1942 року навчався у Салезіянській малій семінарії в м. Івреа, Італія.
- 16 серпня 1942 року став монахом Згромадження святого Франциска Салезького.
- З 1943 до 1945 вивчав філософію у м. Фольїццо, Італія.
- З 1945 до 1947 навчався у Папському Салезіянському університеті.
- 28 серпня 1949 року склав вічні чернечі обіти. 4 липня 1954 року Лев Гайдуківський був висвячений на священика єпископом Іваном (Бучком) у м. Люрді.
- Вчителював у Салезіянських школах Турина з 1947 по 1956 роки, був провідником в Катакомбах святого Каліста у Римі з 1956 по 1957 роки.
- З вересня 1957 року Лев Гайдуківський став духівником, катехитом, вчителем в Українській папській малій семінарії.
- У 1999 році, коли перестала існувати Українська папська мала семінарія, Лев Гайдуківський належав до Салезіянської міжнародної формаційної спільноти для студентів богослов'я у м. Римі, де був духівником та сповідником.

Лев Гайдуківський помер 23 лютого 2012 року в Римі. Похорони відбулися 24 лютого 2012 року в каплиці Салезіянської обителі «Istituto Salesiano Teresa Gerini» у Римі.

## Доробок
Переклади
- Терезій Боско. «…Краще вмерти, ніж згрішити…». Історії з життя святого Домініка Савіо, п'ятнадцятилітнього праведника. Львів: Селезіянське видавництво «Дон Боско»: «Свічадо», 2015. 128 с.: ISBN 978-966-2090-10-9
- Бруно Ферреро. «365 коротких історій для душі». Львів: «Свічадо», 2014. 456 с. ISBN 978-966-395-575-9[2]
- Бруно Ферреро. «Сорок казок у пустелі». Львів: «Свічадо», 2010. 80 с.
- Бруно Ферреро. «Троянда також важлива. Короткі історії для душі». Львів: «Свічадо», 72 с, 2008. ISBN 978-966-561-222-3
- Енцо Б'янко, Карло Де Амброджіо . «Отець Боско. Приятель молоді». Львів: Селезіянське видавництво «Дон Боско», 2008, ISBN 978-966-2090-00-01[3]
- Терезій Боско. «Салезіянська родина праведників: приклади гідні до наслідування». Львів: Селезіянське видавництво «Дон Боско», 2007. 180 с.: іл. Салезіянська педагогіка. ISBN 978-966-2090-03-01
- Мішель Кваст. Шлях до успіху. 2-е вид., випр. Львів: «Свічадо», 2005. 242 с.
- Коста Розіна, Коста Джіно. «І двоє стануть одним…: роздуми і пропозиції для підготовки до подружжя і життя в подружжі». Львів: «Свічадо», 2007. 160 с. ISBN 978-966-561-051-9
- Мартінетті Джованні «Чому я вірю у потойбічне життя: Сучасні свідчення життя після смерти». Львів: «Свічадо», 2006. 112 с. ISBN 966-561-284-0[4]
- Мішель Куаст. «Молитви: Коли ціле життя стає молитвою». Львів: «Свічадо», 2000, 136 с.
- Вітторіо Мессорі. «Гіпотези про Ісуса», Видання отців Салезіян. Львів: «Свічадо», 1998. 296 с. ISBN 966-561-064-3 : 8.00
- Мішель Куаст. «Любове моя незнана». Львів: «Свічадо», 1993. 198 с. ISBN 5-7707-4929-6
- Ніколя де Мартіні. «Ісус — приятель усіх». Львів: Монастир Монахів Студійського Уставу: «Свічадо», 1995. 200 с. ISBN 5-7707-8328-1
- Джузеппе Ріцціотті. «Життя Ісуса Христа». Рим: Видання Українського католицького університету ім. Св. Климента Папи, 1979[5].